# Departamento de Tarapacá (Peru)

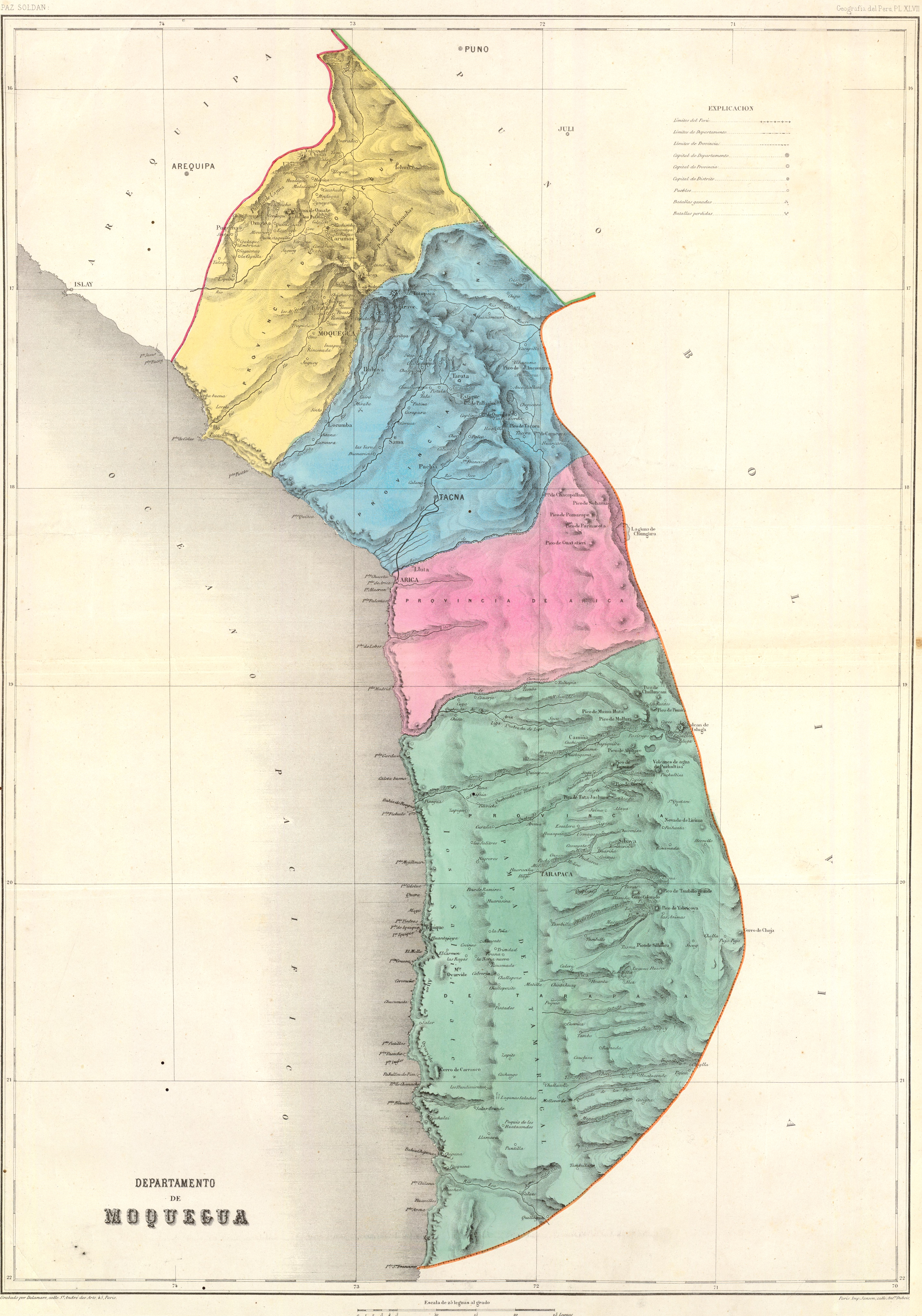
Tarapacá em 1865

O departamento de Tarapacá foi uma antiga divisão territorial do Peru que existiu entre 1878 e 1883 perdido para o Chile no Tratado de Ancón.

## Localização
O departamento localizava-se ao sul do Peru, junto ao oceano Pacífico. Limitava-se ao norte com o departamento de Tacna; ao sul e a leste com a Bolívia.

## Divisão administrativa
O departamento de Tarapacá era dividido em duas províncias.
- Tarapacá
  - Capital: Tarapacá
  - Distritos: Tarapacá, Mamiña, Chiapa, Sibaya e Camiña.
- Iquique
  - Capital: Iquique
  - Distritos: Pisagua, Iquique, Patillos, Pica.